# Cyclophora trilineata
Cyclophora trilineata är en fjärilsart som beskrevs av Karl Schawerda 1922. Cyclophora trilineata ingår i släktet Cyclophora och familjen mätare. Inga underarter finns listade i Catalogue of Life.